# Laudakia
Laudakia es un género de iguanios de la familia Agamidae. Se distribuyen desde el oeste de China hasta el medio Oriente pasando por el sur de Asia.

## Especies
Se reconocen las 10 siguientes según The Reptile Database:
- Laudakia agrorensis (Stoliczka, 1872)
- Laudakia dayana (Stoliczka, 1871)
- Laudakia melanura Blyth, 1854
- Laudakia nupta (De Filippi, 1843)
- Laudakia nuristanica (Anderson & Leviton, 1969)
- Laudakia pakistanica (Baig, 1989)
- Laudakia papenfussi Zhao, 1998
- Laudakia sacra (Smith, 1935)
- Laudakia tuberculata (Gray, 1827)
- Laudakia wui Zhao, 1998